# Milan Lalkovič
Milan Lalkovič (Košice, 9 dicembre 1992) è un calciatore slovacco, attaccante del Rushall Olympic.

## Carriera

### Club
Cresciuto nelle giovanili del Chelsea, dopo aver giocato per anni in prestito, nel 2014 i Blues lo lasciano partire a costo zero verso il Mladá Boleslav, società della prima divisione ceca.

### Nazionale
Ha giocato nelle nazionali giovanili slovacche Under-17, Under-19 ed Under-21.

## Palmarès

### Club

#### Competizioni giovanili
- FA Youth Cup: 1

Chelsea: 2009-2010